# Broken Blade
Broken Blade (jap. ブレイク ブレイド, Bureiku Bureido für engl. Break Blade) ist eine Mangareihe, die von Yunosuke Yoshinaga geschrieben und gezeichnet wurde. Ursprünglich veröffentlicht wurde der Manga im Jahr 2006 von FlexComix im Magazin Shōnen Blood. Nach dessen Einstellung wurde der Manga im Jahr 2007 online innerhalb des Webcomic-Magazins FlexComix Blood und seit 2012 in Comic Meteor fortgesetzt. Break Blade wurde 2010 sowohl von GA Graphic als Light-Novel-Reihe adaptiert sowie als eine von Production I.G in Zusammenarbeit mit Xebec produzierte sechsteilige Anime-Film-Reihe. Letztere wurde in bearbeiteter Form 2014 auch als Anime-Fernsehserie ausgestrahlt.

## Handlung
In einer fernen Zukunft sind nahezu alle Ressourcen auf dem Planeten erschöpft und die Menschheit befindet sich etwa auf dem Niveau zu Beginn der Industrialisierung. Jedoch haben sie sich mit den Jahrtausenden weiterentwickelt und verfügen über die Fähigkeit, Quarz-Kristalle zu manipulieren. Diese Fähigkeit, die von ihnen selbst als Magie bezeichnet wird, erlaubt es ihnen trotz fehlender Rohstoffe Fahrzeuge zu benutzen, die sie durch Berührung mit den Kristallen und deren Veränderung bewegen können. So haben sich von Menschen gesteuerte Mecha als Hauptwaffe in kriegerischen Auseinandersetzungen bewährt, die mit Hilfe ihres Piloten Kristalle auch als Munition verwenden können. Allerdings hängt die Schusskraft in erster Linie von den Fähigkeiten ihres Piloten ab. Die Welt selbst, ein mittlerweile zusammenhängender, überwiegend aus Wüsten und Canyons bestehender Kontinent, ist dabei in zwei Königreiche aufgeteilt, die als Orlandos und Athens bezeichnet werden. Beide Fraktionen stehen in einem langanhaltenden Konflikt um die Vorherrschaft.
Während des Beginns dieses Konfliktes wird Rygart Arrow (ライガット・アロー, Raigatto Arō) geboren, der sich von den anderen Menschen in einer wesentlichen Eigenschaft unterscheidet. Er ist nicht in der Lage, die Magie zu benutzen, und wird daher auch als un-sorcerer bezeichnet. Dennoch besitzt er die ungewöhnliche Gabe, Streitigkeiten zu schlichten, und wird in seiner Kindheit zum engen Freund von Hodr (ホズル・ベクト・ギロ・メゴ・キ・テイラ・ペタール・エグザ・ゼーヨダ（クリシュナ9世）, Hozuru Bekuto Giro Mego Ki Teira Petāru Eguza Zēyoda (Kurishuna 9-sei)), dem späteren König von Krisna, als auch von Zess (ゼス, Zesu), seinem ärgsten Widersacher und Anführer der Athens. Als sich Krisna in der Defensive befindet und keinen Ausweg mehr weiß, schickt Hodr seinen General Baldr (バルド, Barudo) aus, um Rygart ausfindig zu machen, der ziellos durch das Land reist. Gefunden und zu Hodr gebracht, muss er den Ernst der Lage erkennen, dass eine Kapitulation von Krisna keine Lösung des Konfliktes wäre. Schließlich sollen alle Angehörigen der königlichen Familie trotz Aufgabe exekutiert werden. Deshalb setzt er seine Hoffnung auf Rygart und den Fund eines uralten Golem (so wie die Mech-Kampfeinheiten genannt werden), dessen Technologie ihnen fremd erscheint. 
Bei einem Vorstoß der Athens unter Führung von Zess gelingt es Rygart den Golem, den vorher nie einer bedienen konnte, eher durch Zufall in Bewegung zu setzen. Obwohl er mit dessen Steuerung nicht vertraut ist, gelingt es ihm, Hodr vor seiner Exekution zu bewahren, bzw. erst einmal notwendige Zeit herauszuarbeiten, was Zess zu einem vorläufigen Rückzug veranlasst. Besonderes Interesse an dieser Entwicklung hat die Gemahlin des Königs Sigyn Erster (シギュン・エルステル, Shigyun Erusuteru), die ebenfalls eine Kindheitsfreundin von Rygart war. Eher aus Selbstverständlichkeit als aus Liebe willigte sie in die Heirat ein und wirft trotz ihres Standes noch immer ein Auge auf Rygart. Bei Nachforschungen stellt sich schließlich heraus, dass der Golem nur von einem Menschen bedient werden kann, allerdings von einem Menschen, der sich nicht wie die anderen weiterentwickelt hat, die von der alten Kriegsmaschine nicht mehr als Menschen erkannt werden.

## Entstehung und Veröffentlichungen
Die Mangareihe Break Blade wird von Yunosuke Yoshinaga geschrieben und gezeichnet. Die ersten Kapitel wurden von September bis Oktober 2006 (Ausgaben 10/2006 und 11/2006) im mittlerweile eingestellten Magazin Shōnen Blood veröffentlicht. Danach erschien der Manga vom 17. Januar 2007 bis 8. Februar 2008 innerhalb des Webcomic-Magazins FlexComix Blood, das wie auch Shōnen Blood von FlexComix herausgegeben wird. Seit dem 25. Juli 2012 läuft der immer noch fortgesetzte Manga im Webcomic-Magazin Comic Meteor.
Zusammengefasste Kapitel wurden in bisher (Stand: Februar 2014) 12 Tankōbon-Ausgaben veröffentlicht, die jeweils bereits vor dem angekündigten Veröffentlichungsdatum erschienen.
Die ersten 10 Bände erschienen beim Verlag Softbank Creative und mit Band 11 bei Holp Shuppan herausgebracht:
- Bd. 01: 25. April 2007 (12. April 2007 (a)), ISBN 978-4-7973-4142-3
- Bd. 02: 25. September 2007 (12. September 2007 (a)), ISBN 978-4-7973-4433-2
- Bd. 03: 25. März 2008 (12. März 2008 (a)), ISBN 978-4-7973-4704-3
- Bd. 04: 20. September 2008 (12. September 2008 (a)), ISBN 978-4-7973-5015-9
- Bd. 05: 20. Februar 2009 (12. Februar 2009 (a)), ISBN 978-4-7973-5290-0
- Bd. 06: 20. Juli 2009 (12. Juli 2009 (a)), ISBN 978-4-7973-5543-7
- Bd. 07: 20. Dezember 2009 (12. Dezember 2009 (a)), ISBN 978-4-7973-5754-7 bzw. ISBN 978-4-7973-5809-4 (b)
- Bd. 08: 1. Juni 2010 (25. Mai 2010 (a)), ISBN 978-4-7973-5967-1
- Bd. 09: 20. Dezember 2010 (11. Dezember 2010 (a)), ISBN 978-4-7973-6295-4 bzw. ISBN 978-4-7973-6299-2 (b)
- Bd. 10: 20. August 2011 (12. August 2010 (a)), ISBN 978-4-7973-6628-0 bzw. ISBN 978-4-7973-6629-7 (b)
- Bd. 11: 20. November 2012 (12. November 2012 (a)), ISBN 978-4-593-85710-4 bzw. ISBN 978-4-593-85711-1 (b)
- Bd. 12: 20. Juni 2013 (12. Juni 2013 (a)), ISBN 978-4-593-85733-3

Zum 1. Februar 2012 legte Holp Shuppan die ersten zehn Bände nochmals auf. Von Juli bis November 2013 brachte der Verlag zudem eine überarbeitete Neuausgabe der ersten 10 Bände heraus.
Außerhalb Japans wurde der Manga von CMX für den englischsprachigen Raum lizenziert; vom 23. Juni 2009 bis zur Schließung von CMX im Juli 2010 erschienen unter dem Titel Broken Blade die ersten drei Bände des Mangas. Doki Doki lizenzierte die Serie in Frankreich, wo bis April 2011 acht Bände erschienen sind, und Tong Li Comics in Taiwan. Tokyopop veröffentlicht den Manga seit Mai 2012 auf Deutsch in bisher vier Bänden.

## Anime

### Filmreihe
Aufbauend auf dem Manga entstand in Zusammenarbeit der beiden japanischen Animationsstudios Production I.G und Xebec eine sechsteilige Anime-Filmreihe, Gekijōban Break Blade (劇場版 ブレイク ブレイド), die zwischen dem 29. Mai 2010 und dem 26. März 2011 in die japanischen Kinos kam. Regie führten Tetsurō Amino und Nobuyoshi Habara als Koregisseur. Die Filme wurden in Abstand einiger Monate auf DVD und BluRay veröffentlicht.
| Titel                                              | Kinostart          | Veröffentlichung auf DVD und BluRay |
| -------------------------------------------------- | ------------------ | ----------------------------------- |
| Daiisshō: Kakusei no Koku (第一章「覚醒ノ刻」)     | 29. Mai 2010       | 23. Juli 2010                       |
| Dainishō: Ketsubetsu no Michi (第二章「訣別ノ路」) | 26. Juni 2010      | 27. August 2010                     |
| Daisanshō: Kyōjin no Kizu (第三章「凶刃ノ痕」)     | 25. September 2010 | 28. Januar 2011                     |
| Daiyonshō: Sanka no Chi (第四章「惨禍ノ地」)       | 30. Oktober 2010   | 25. Februar 2011                    |
| Daigoshō: Shisen no Hate (第五章「死線ノ涯」)      | 22. Januar 2011    | 27. Mai 2011                        |
| Dairokushō: Dōkoku no Toride (第六章「慟哭ノ砦」)  | 26. März 2011      | 22. Juli 2011                       |

### Fernsehserie
Eine Bearbeitung der Filmreihe als 12-teilige Anime-Fernsehserie wurde vom 6. April bis 22. Juni 2014 auf Tokyo MX ausgestrahlt sowie gleichzeitig im PlayStation Store gestreamt. Mit wenigen Tagen Versatz folgen ebenfalls Ausstrahlungen auf Sun TV, AT-X und BS11.
Ein Simulcast wurde von Crunchyroll in Europa, Kanada und der arabischen Welt mit deutschen, französischen und spanischen Untertiteln gestreamt, die bereits ab dem 20. Oktober 2012 die Filmreihe streamten.
Eine neue OVA zur Serie wurde Februar 2014 angekündigt, die Produktion jedoch Dezember 2016 offiziell abgebrochen.

### Musik
Im Vorspann des ersten Films wurde der Titel Fate von der gleichnamigen Single von Kokia verwendet. Im Abspann war der Titel SERIOUS-AGE von Faylan zu hören, der ebenfalls von der gleichnamigen Single stammt. Beide Singles wurden am 26. Mai 2010 veröffentlicht.
Für die Serie wurde im Vorspann das Lied Junction heart von Sayaka Sasaki, im Abspann das Lied Itoshiki Aragaiyo, Michibike Hikari e von Aira Yūki benutzt. 

### Synchronisation
| Rolle           | Japanischer Sprecher (Seiyū) |
| --------------- | ---------------------------- |
| Rygart Arrow    | Sōichirō Hoshi               |
| Sigyn Erster    | Chiwa Saitō                  |
| Hodr            | Yūichi Nakamura              |
| Narvi Sutoraizu | Marina Inoue                 |
| Nile Sutoraizu  | Minoru Shiraishi             |
| General Baldr   | Masashi Sugawara             |
| General True    | Ken’ichi Ogata               |
| Zess            | Hiroshi Kamiya               |
| Cleo Sāburafu   | Kana Hanazawa                |